# University of Chicago Law School
L’University of Chicago Law School est l'une des écoles de l'université de Chicago. Elle emploie plus de 200 enseignants à temps plein et à temps partiel et compte plus de 600 étudiants en J.D. L'école offre également un Master of Laws, un Master of Studies in Law et un diplôme de Doctor of Juridical Science. La Law School compte parmi les meilleures du monde et nombre de ses anciens élèves se sont distingués en tant que magistrats, professeurs, membres de gouvernements ou d'administrations, dans le secteur privé ou en politique.

## Histoire
La Law School a été créée en 1902 par le président de l'Université de Chicago, William Rainey Harper, avec l'aide de professeurs de la Faculté de droit de Harvard. Harper, ainsi que le premier Doyen ont créé le curriculum de l'école en s'inspirant de l'approche interdisciplinaire de l'enseignement juridique proposée par Ernst Freund. La construction de l'école a été financée par John Davison Rockefeller et la première pierre a été posée par le président Theodore Roosevelt. L'école a reçu ses premiers étudiants en 1903.
Dans les années 1930, le curriculum de l'école a été transformé par l'émergence de l'Analyse économique du droit. Aaron Director et Henry Simons, deux économistes, intégrèrent leur enseignement au cours d'antitrust enseigné par Edward Levi, contribuant à créer l'École de Chicago (économie) ainsi que l'approche de Chicago en antitrust, devenu par la suite dominante aux États-Unis.
Grandissant rapidement sous la direction de Levi dans les années 1950, l'influence de l'école dans le domaine de l'analyse économique du droit a attiré, dès les années 1970 et 1980, un grand nombre de professeurs entretenant des liens avec les sciences sociales et notamment les Prix Nobel Ronald Coase et Gary Becker, ainsi que Richard Posner, le juriste le plus cité du XXe siècle.

## Classements
University of Chicago Law School est classée quatrième aux États-Unis par le magazine U.S. News & World Report, première en 2018 et troisième en 2019 par le blog juridique Above the Law et troisième aux États-Unis en termes d'impact scientifique.
Au niveau mondial, University of Chicago Law School est classée cinquième en 2019 au Classement académique des universités mondiales par l'université Jiao Tong de Shanghai.

## Personnalités liées à l'université

### Doyens
- Joseph Henry Beale (1902–1904)
- James Parker Hall (1904–1928)
- Harry A. Bigelow (1929–1939)
- Wilber G. Katz (1939–1950)
- Edward H. Levi (1950–1962)
- Phil Neal (1963–1975)
- Norval Morris (1975–1979)
- Gerhard Casper (1979–1987)
- Geoffrey R. Stone (1987–1993)
- Douglas Baird (1994–1999)
- Daniel Fischel (1999–2001)
- Saul Levmore (2001–2009)
- Michael H. Schill (2010–2015)
- Thomas J. Miles (depuis 2015)

### Étudiants
- Florence Ellinwood Allen
- Danny Julian Boggs
- Ramsey Clark
- James Comey
- Richard Cordray
- Harold LeClair Ickes
- Abraham A. Ribicoff
- John Thomas